# Desmopachria margarita
Desmopachria margarita är en skalbaggsart som beskrevs av Young 1990. Desmopachria margarita ingår i släktet Desmopachria och familjen dykare. Inga underarter finns listade i Catalogue of Life.